# Беги (сериал)
«Беги» (англ. Run) — американский телесериал в жанре комедийного триллера, созданный Вики Джонс и Фиби Уоллер-Бридж. Главные роли в нём сыграли Мерритт Уивер и Донал Глисон. Сериал вышел на HBO в 2020 году и получил противоречивые отзывы критиков.

## Сюжет
Главные герои сериала — мужчина и женщина, которые 17 лет назад учились в одном колледже. Перед расставанием они договорились, что, если когда-нибудь один отправит другому СМС в одно слово, «Беги», а другой ответит, то они встретятся на Центральном вокзале Нью-Йорка и вместе отправятся в путешествие. Теперь Руби и Билли нужно решить, будут ли они вместе или после поездки расстанутся навсегда. Критики констатируют, что сюжет сериала сочетает черты мелодрамы, романтической комедии, триллера, а с определённого момента — ещё и «деревенского детектива».

## В ролях
- Мерритт Уивер — Руби Ричардсон[4]
- Донал Глисон — Билли Джонсон[5]
- Фиби Уоллер-Бридж — Лорел Хэллидей[5][6]
- Рич Соммер — Лоренс Ричардсон, муж Руби[6]
- Тамара Подемски — Бейб Клауд, детектив полиции[6]
- Арчи Панджаби — Фиона, бывший личный помощник Билли[6]
- Шон Дж. Браун — Райан Эвервуд, детектив полиции
- Джейк Боувер — Скутер Ричардсон, сын Руби
- Келси Флауэр — Дэниел

## Эпизоды
| № | Название             | Режиссёр     | Автор сценария    | Дата премьеры  | Зрители США (млн) |
| - | -------------------- | ------------ | ----------------- | -------------- | ----------------- |
| 1 | «Беги» «Run»         | Кейт Деннис  | Вики Джонс        | 12 апреля 2020 | 0,352             |
| 2 | «Целуй» «Kiss»       | Кейт Деннис  | Адам Каунти       | 19 апреля 2020 | 0,196             |
| 3 | «Трахай» «Fuck»      | Кейт Деннис  | Дэвид Айзерсон    | 26 апреля 2020 | 0,291             |
| 4 | «Преследуй» «Chase»  | Кейт Деннис  | Джорджия Притчетт | 3 мая 2020     | 0,208             |
| 5 | «Прыгай» «Jump»      | Натали Бэйли | Кирсти Свэйн      | 10 мая 2020    | 0,202             |
| 6 | «Рассказывай» «Tell» | Натали Бэйли | Вики Джонс        | 17 мая 2020    | 0,167             |
| 7 | «Обманывай» «Trick»  | Кевин Брэй   | Адам Каунти       | 24 мая 2020    | 0,211             |

## Создание и оценки
Сериал «Беги» связан с именами Вики Джонс и Фиби Уоллер-Бридж, создательниц популярного и высоко оценённого критиками шоу «Дрянь». Обе выступают здесь в ролях исполнительных продюсеров, Джонс стала шоураннером, а Уоллер-Бридж появляется на экране в эпизодической роли. Главных героев сыграли Мерритт Уивер и Донал Глисон.
Премьера состоялась 12 апреля 2020 года на HBO. На сайте-агрегаторе Rotten Tomatoes рейтинг «Беги» составил 84 % при средней оценке 7,04/10. Согласно отзыву критиков сайта, «несмотря на то, что сериал не всегда выдерживает бешеный темп, резкие изменения в клише ромкомов в „Беги“ не становятся менее интересными благодаря захватывающим выступлениям Мерритт Уивер и Донала Глисона». На Metacritic фильм получил средневзвешенную оценку 74 из 100, что указывает на «в целом положительные отзывы». Алан Сепинуолл из Rolling Stone высоко оценил игру основных актёров, отметив: «жар между ними достаточно ощутим, чтобы выдержать эту странную смесь сексуального фарса и триллера в духе Альфреда Хичкока».
Обозреватель «Афиши» констатировал, что «Беги», сериал о том, как «благополучные белые люди в Америке пытаются сбежать от наскучившей „нормальной жизни“», устарел ещё до премьеры из-за пандемии COVID-19. По его мнению, шоу не удалось добиться успеха ни в одном из жанров: «это попеременно похоже на великую трилогию Линклейтера („Перед закатом/рассветом/полуночью“), на серию „Друзей“, где у Моники крадет кредитку веселая женщина, и на бесчисленные фарсы про мешок с деньгами, но без наблюдательности первого, остроумия второго и моральной амбивалентности лучших образцов третьего». Рецензент Фильм.ру охарактеризовал сценарий как «худший пример напыщенной театрализованной комедии, где два едких и жутко остроумных (по мнению автора, разумеется) персонажа учат жить себя — и зрителя — в череде раздражающих перепалок»; он раскритиковал игру Уивер за излишнюю театральность. Обозреватель «Газеты.ру» назвал Уивер и Глисона «лучшей экранной парой» 2020 года.
В июле 2020 года было официально объявлено, что сериал закрыт после первого сезона.